# Râul Vâna Șerbenilor
Râul Vâna Șerbenilor sau Râul Șerbeni sau Râul Șerbenilor este un afluent al râului Pădurani. 

## Hărți
- Harta județului Timiș